# 赤尾ダム
赤尾ダム（あかおダム）は、富山県南砺市、一級河川・庄川水系庄川に建設されたダム。高さ29.2メートルの重力式コンクリートダムで、関西電力の発電用ダムである。同社の水力発電所・赤尾発電所に送水し、最大3万2,500キロワットの電力を発生する。

## 歴史
1951年（昭和26年）、日本発送電の分割・民営化に伴い、庄川の水力発電所群は関西電力に継承された。庄川では既に小牧ダムや祖山ダム、小原ダムといった大規模な発電用ダムが完成しており、それらの上流では成出ダムが建設中であった。事業を引き継いだ関西電力は成出ダムに加え、上流の椿原ダムや鳩谷ダムを1950年代中に完成させている。1960年代に入ると、これら関西電力の水力発電所群の上流において建設されていた電源開発の御母衣ダムが完成。その後、関西電力は既存のダムに対する再開発事業を展開し、新祖山発電所・新成出発電所・新椿原発電所・新小原発電所が続々と運転を開始した。
こうしたダム再開発事業と並行して、関西電力は新規のダム建設も実施。開発の余地が残されていた成出ダムと小原ダムとの間に赤尾ダムおよび赤尾発電所が建設された。赤尾発電所は1976年（昭和51年）3月12日に着工し、赤尾ダムは1978年（昭和53年）に完成したのち、同年9月26日に湛水式が挙行された。赤尾発電所は同年10月26日に運転を開始している。

## 周辺
東海北陸自動車道・五箇山インターチェンジから国道156号を南下すると赤尾ダムに至る。手前には道の駅上平があり、建物の裏手に回ると赤尾ダムを下流側から望むことができる。赤尾ダムの左岸に赤尾発電所があり、その内部には富士電機製の水車発電機が1台設置されている。発電用水車として採用されたのは横軸円筒形可動羽根プロペラ水車（バルブ型チューブラ水車）で、5枚羽根の羽根車（ランナ）の直径は5.1メートルもある。建設時に比較相手となった立軸カプラン水車に対し、水の流れが直線的に作用するので、より幅広い流量範囲において効率よく運転することができるという。
道の駅上平からは、庄川を挟んで対岸に真背戸の滝を望むことができる。かつて当地には巨大な岩があり、その上から望む滝は格別と言われたが、その岩は赤尾ダムの建設により失われてしまったという。

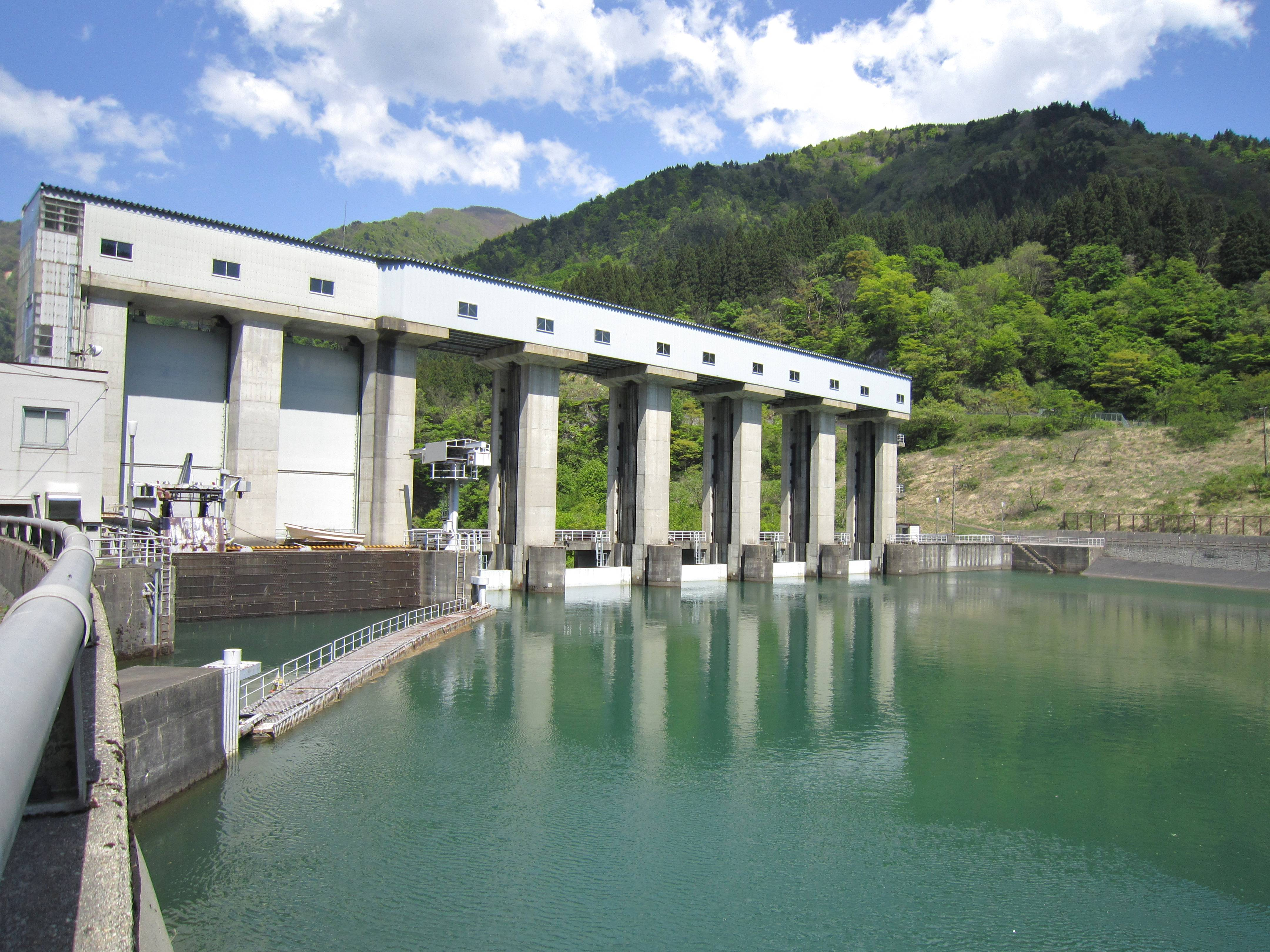
赤尾ダム（上流側）
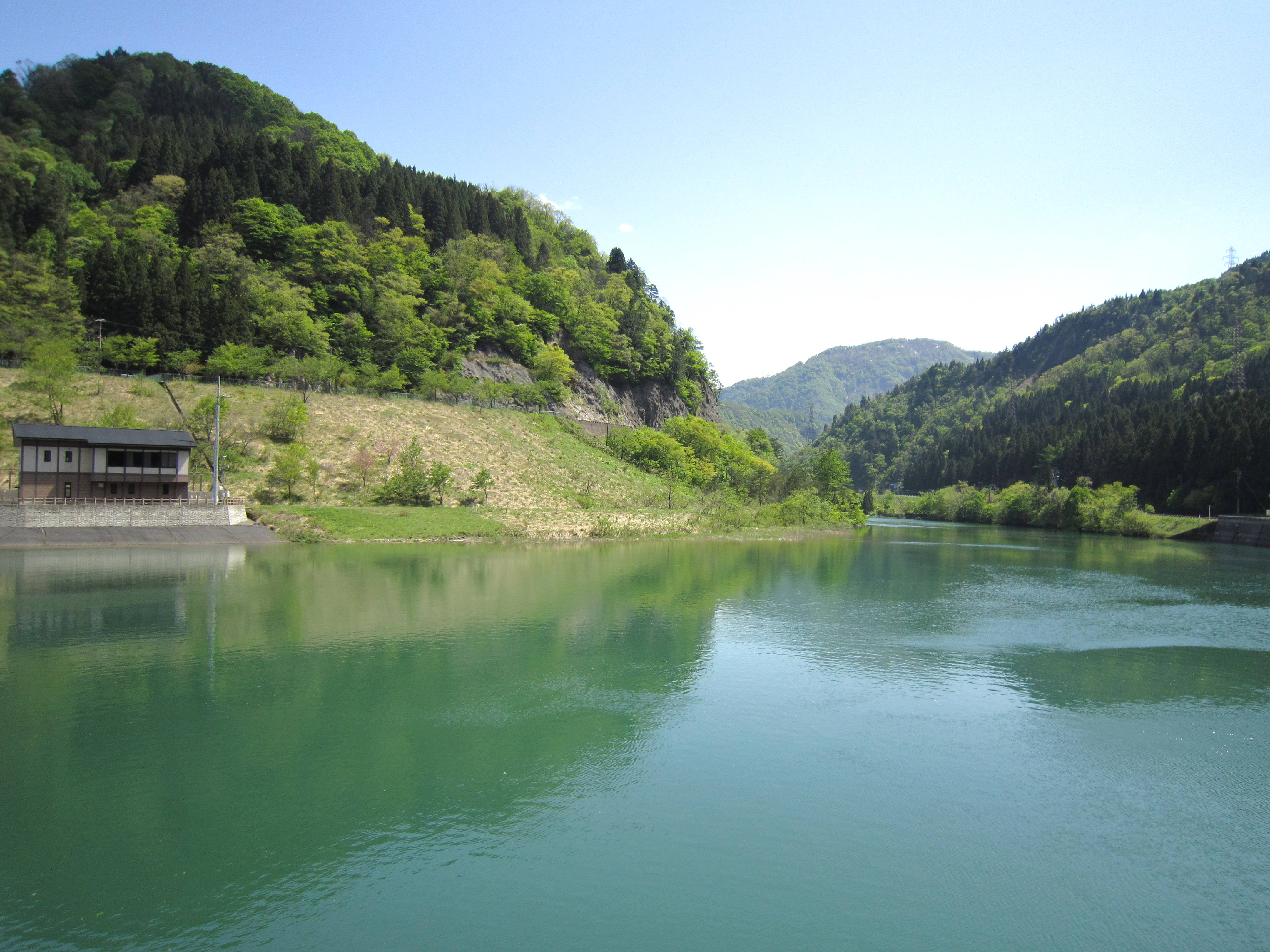
赤尾ダム湖
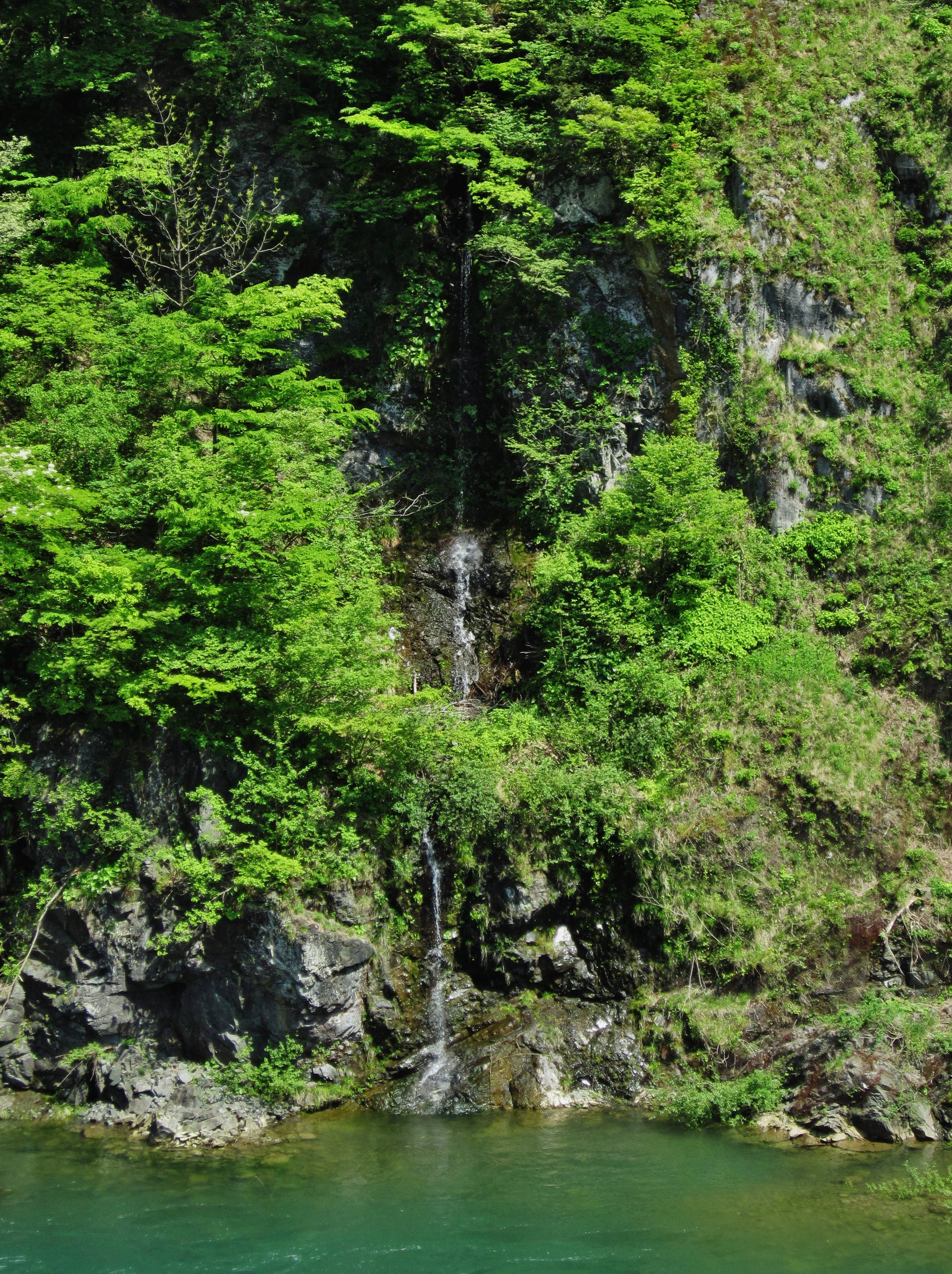
真背戸の滝